# Karabin Krag-Jørgensen
Krag-Jørgensen – karabin powtarzalny zaprojektowany przez norweskich konstruktorów Olego Kraga i Erika Jørgensena pod koniec XIX w. Broń ta została przyjęta do uzbrojenia armii Danii, Stanów Zjednoczonych i Norwegii.
Najbardziej wyróżniającą cechą karabinu Krag-Jørgensen był magazynek – integralna część broni trwale połączona z komorą zamkową i posiadająca otwieraną pokrywę z prawej strony broni. Naboje były wkładane pod pokrywę magazynka i dosyłane do komory zamkowej przez popychającą je sprężynę.
Takie rozwiązanie posiadało zarówno wady i zalety. Najpoważniejszą wadą w porównaniu do magazynków pudełkowych była niemożność używania dostępnych systemów szybkiego ładowania np. łódek.
Z drugiej strony, w przeciwieństwie do innych karabinów ładowanych „od góry”, w rozwiązaniu Krag-Jørgensen, aby załadować broń nie było konieczne otwieranie zamka. Ponadto ze względu na małą złożoność i prostotę karabinu został on przyjęty na uzbrojenie wielu krajów.
Obecnie karabin Krag-Jørgensen jest cenioną bronią przez kolekcjonerów na całym świecie.

## Historia
W latach 80. XIX w. opracowano wiele ciekawych rozwiązań broni palnej. Wprowadzenie prochu bezdymnego do masowego użycia spowodowało zmniejszenie kalibrów broni i w wielu krajach wprowadzono na uzbrojenie karabiny powtarzalne mniejszych kalibrów.

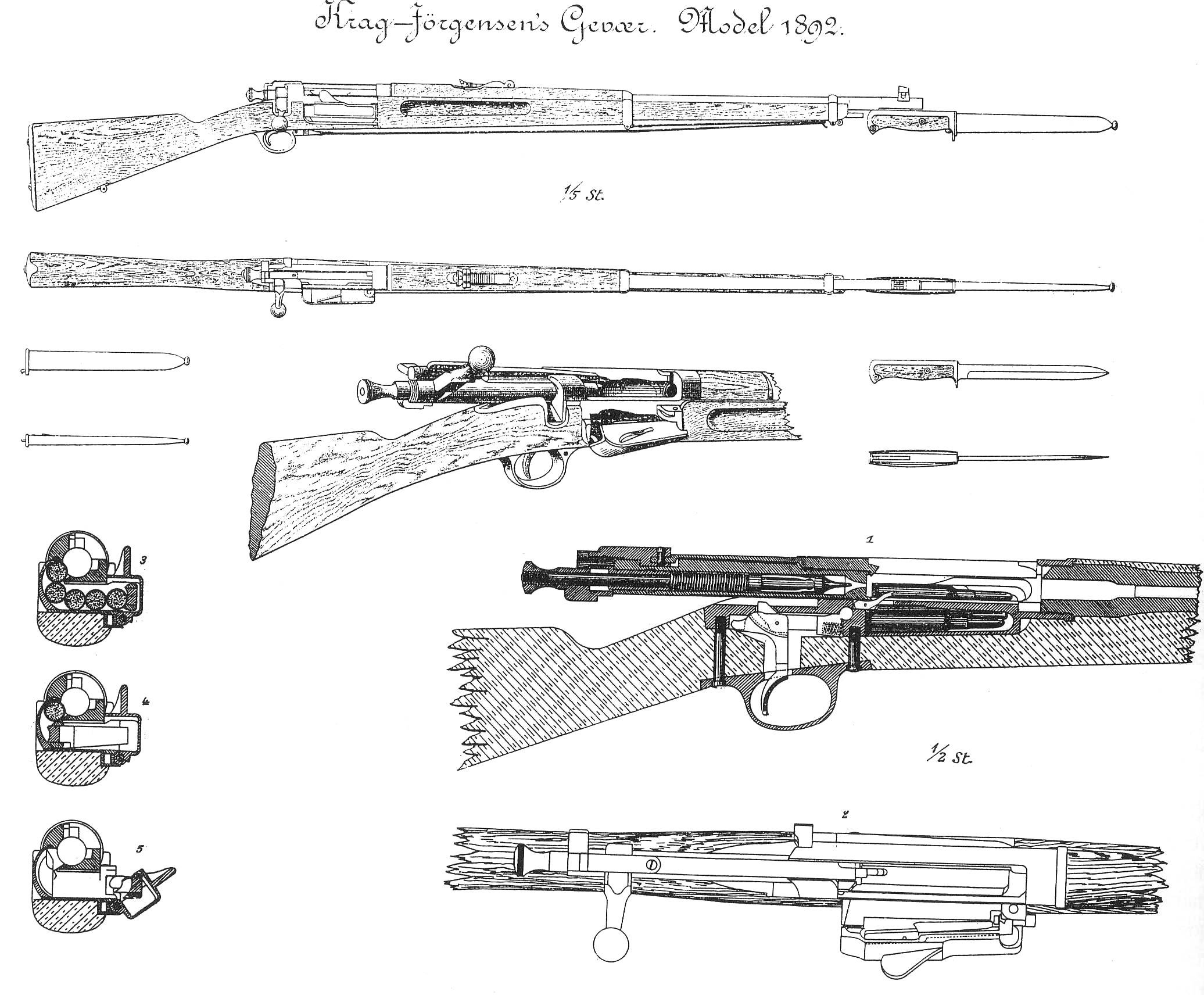
Schemat wczesnej wersji karabinu Krag-Jørgensen

Chociaż armia norweska od końca 1884 r. używała karabinu powtarzalnego Jarmann M1884, wkrótce stało się jasne, że jest to rozwiązanie tymczasowe. Ole Krag, kapitan armii norweskiej i dyrektor państwowej fabryki broni Våpenfabrikk w Kongsbergu, prowadził od 1866 r. badania nad bronią ręczną. Niezadowolony z rurowego magazynka karabinu Jarmann i swojej poprzedniej konstrukcji, będącego od 1876 r. w uzbrojeniu marynarki norweskiej karabinu Krag-Petersson, zwrócił się z prośbą o pomoc w opracowaniu nowej broni do mistrza rusznikarstwa Erika Jørgensena. Razem opracowali nowy magazynek o kształcie kapsuły „owiniętej” dookoła zamka i mieszczącej 10 nabojów. Magazynka tego używano z przerobionym karabinem Jarmann, chociaż mógł on być zaadaptowany także do innych karabinów powtarzalnych.
W 1886 r. Dania postanowiła przyjąć zmodyfikowany karabin na wyposażenie wszystkich rodzajów sił zbrojnych. Jeden z prototypów trafił do Danii, gdzie po przetestowaniu zyskał bardzo przychylne opinie. Wyrażono również chęć wspierania jego rozwoju, ale zażyczono sobie zmniejszenia masy karabinu. W tym celu zmniejszono o połowę magazynek, mieszczący teraz tylko 5 naboi zamiast dziesięciu. Przez następnych kilka miesięcy obaj konstruktorzy pracowali nad połączeniem wszystkich zalet konkurencyjnych karabinów i swoich własnych rozwiązań w nowej konstrukcji. Długi wyciąg zapożyczono z karabinu Jarmann, natomiast sposób wprowadzania naboju i usuwania łuski zaczerpnięto prawdopodobnie z karabinów Mausera. Już po wprowadzeniu karabinu na uzbrojenie armii duńskiej eksperymentowali też z zamkiem ryglowanym czterema ryglami, ale ponieważ amunicja, którą strzelał karabin nie wymagała aż tak solidnego ryglowania, zaniechano tego rozwiązania.
Wszystkie wyprodukowane przed II wojną światową karabiny posiadały dodatkową funkcję odcięcia magazynka, dzięki czemu strzelec mógł używać karabinu jako jednostrzałowego podczas strzelania na długie dystanse, zachowując wciąż pełny magazynek umożliwiający skuteczniejszą walkę podczas walki na małe odległości. Funkcje odcięcia magazynka realizował zamontowany po lewej stronie broni przełącznik. Funkcję odcięcia magazynka posiadały także karabiny, które zastąpiły w służbie Krag-Jørgensena – Springfield M1903 i SMLE.

## Duńskie karabiny Krag-Jørgensen
Po dokładnym przetestowaniu broni 3 lipca 1889 r. Dania przyjęła na uzbrojenie karabin Krag-Jørgensen. Różnił się on od wcześniejszych wersji, w które wyposażono armie Stanów Zjednoczonych i Norwegii. Pokrywa magazynka otwierała się w kierunku przodu broni, a nie ku dołowi, a karabin miał strzelać amunicją kalibru 8 x 58 mm R z wystającą kryzą. Brak możliwości szybkiego załadowania magazynka przy pomocy łódki lub ładownika powodował, że w armii duńskiej Krag-Jørgensen był używany jako karabin jednostrzałowy (z nabojami w odciętym magazynku jako rezerwą). Karabin Krag-Jørgensen był przepisową bronią żołnierzy duńskich do 9 kwietnia 1940 r. – do inwazji niemieckiej na Danię.

### Wersje duńskich karabinów Krag-Jørgensen
Istnieje wiele wzmianek o mnogości odmian karabinów Krag-Jørgensen używanych przez siły zbrojne Danii, ale dowiedzenie ich prawdziwości jest trudne, wiadomo jednak, że produkowano następujące odmiany tej broni:
- Karabin 1889 – karabin z prostą kolbą, długą lufą i długim łożem sięgającym prawie do wylotu lufy. W 1910 dodano bezpiecznik po lewej stronie broni.
- Karabinek artylerii 1889 i Karabinek piechoty wz. 1889 – różniły się tylko kształtem rączki zamkowej (w wersji artyleryjskiej była zgięta ku dołowi, a piechoty prosta), był też krótszy niż standardowy.
- Karabinek saperski M1889 – kolba drewniana prosta, krótszy niż inne modele.
- Karabin wyborowy M1928 – przeróbka karabinu M1889 z cięższą lufą, kolbą z chwytem pistoletowym, mikrometrycznymi przyrządami celowniczymi i muszką w osłonie.

## Amerykańskie karabiny Krag-Jørgensen
U schyłku XIX wieku, jak wiele innych armii, także Armia Stanów Zjednoczonych poszukiwała nowego karabinu. Do konkursu przedstawiono karabiny takich konstruktorów jak James Parris Lee, Ole Krag, Ferdinand Mannlicher, Paul i Wilhelm Mauser, Rudolf Schmidt i 40 innych zarówno wojskowych, jak i cywilnych projektów. Próby przeprowadzono na Governors Island w stanie Nowy Jork. Pomimo protestów krajowych producentów broni (Russell i Livermore pozwali rząd USA), rząd Stanów Zjednoczonych wybrał karabin Krag-Jørgensen jako następcę jednostrzałowego Springfielda. W latach 1894–1904 w fabryce Springfield Armory w Massachusetts powstało około 500 000 karabinów, popularnie nazywanych Krag. Broń ta pozostała na wyposażeniu armii od 1894 do 1903, kiedy to została zastąpiona przez karabiny Springfield M1903 zasilane nabojami o podobnej charakterystyce balistycznej .30-03.
Amerykańskie Kragi zostały użyte bojowo w wojnach amerykańsko-hiszpańskiej i amerykańsko-filipińskiej
Amunicja do amerykańskich karabinów Krag-Jørgensen nosiła oznaczenie 30-40 typowe dla amunicji czarnoprochowej „kaliber-ładunek prochu” – kaliber .30 (7,62 mm) i 40 gran (3 g) prochu bezdymnego (był to pierwszy typ amunicji karabinowej elaborowanej prochem bezdymnym używany przez armię amerykańską). Inna nazwa nowej amunicji to .30 Army.

### Wersje amerykańskich karabinów Krag-Jørgensen
W Stanach Zjednoczonych produkowano co najmniej dziewięć modeli karabinów Krag-Jørgensen.
- Karabin M1892 – z lufą długości 30˝ (762 mm) i odcięciem magazynka. Charakterystyczną cechą tej broni jest wycior pod lufą.
- Karabinek M1892 – prawdopodobnie prototypowa wersja karabinu M1892 z lufą długości 22˝ (krótką). Do dziś zachował się tylko jeden egzemplarz tego karabinka.
- Karabin M1896 – wycior przeniesiono na spód kolby, poprawiono przyrządy celownicze poprzez wykonanie szczerbinki z większą dokładnością. Odrobinę pogrubiono łoże.
- Karabin Kadetów M1896 – wyposażony w wycior pod lufą jak w karabinie M1892. Wyprodukowano tylko 400 egzemplarzy.
- Karabinek M1896 – zmodyfikowany tak samo jak karabin M1896, ale z lufą długości 22˝.
- Karabin M1898 – właściwie poza drobnymi zmianami identyczny jak karabin M1896.
- Karabinek M1898 – kilka drobnych modyfikacji takich jak w karabinie M1898. Lufa długości 22˝.
- Karabinek M1899 – identyczny jak karabinek M1898, ale z dłuższą kolbą.
- Karabinek policyjny M1899 – wyprodukowany do użycia na Filipinach. Taki sam jak karabinek M1899 z łożem normalnej długości i uchwytem do mocowania bagnetu przeniesionym z lufy na łoże.

## Norweskie karabiny Krag-Jørgensen

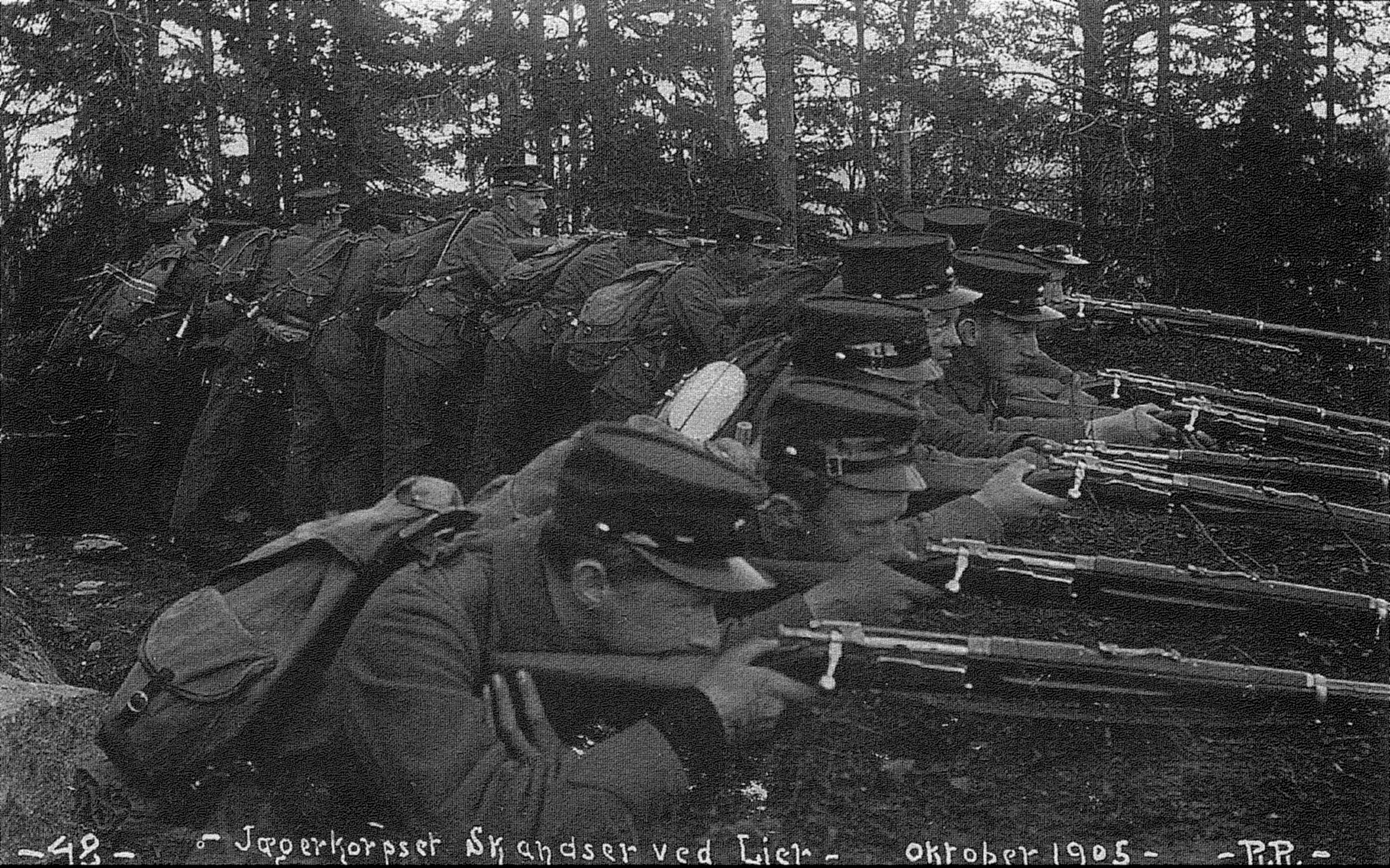
Żołnierze norwescy uzbrojeni w karabiny Krag-Jørgensen. 1905

W 1891 rozpoczęła pracę szwedzko-norweska komisja do spraw uzbrojenia. Jednym z jej pierwszych zadań było znalezienie najlepszego kalibru dla nowej broni i w konsekwencji wyłonienia naboju kalibru 6,5 mm, znanego jako 6,5 x 55 Scan, 6,5 x 55 Mauser, 6,5 x 55 Swedish" lub 6,5 x 55 Nor.
Była to ta sama amunicja produkowana przez różnych wytwórców, nieróżniąca się niczym z wyjątkiem norweskiego pocisku, który był o 0,15 mm dłuższy. Ze względu na różną interpretację wymiarów komór karabinów, niewielki odsetek nabojów produkowanych w Norwegii wymagał mocniejszego wpychania do komory w szwedzkich karabinach.
Po rozwiązaniu problemów z amunicją Norwegia rozpoczęła poszukiwania nowoczesnej broni strzelającej tymi nabojami. Zorganizowany na sposób amerykański konkurs obejmujący celność strzelania na różne odległości, strzelanie uszkodzonymi nabojami, strzelanie na czas, odporność na korozję i łatwe rozkładanie i składanie broni, wyłonił trzy karabiny:
- Mannlicher M1890
- Mauser wz. 1892
- Krag-Jørgensen 1892

W 1893 około 50 egzemplarzy karabinu Krag-Jørgensen przekazano żołnierzom w celu przetestowania w warunkach polowych. Testy przebiegły pomyślnie i po wprowadzeniu małych modyfikacji w 1894 parlament norweski postanowił o wprowadzeniu karabinów Krag-Jørgensen do uzbrojenia armii norweskiej. Szwecja natomiast wprowadziła w 1896 do uzbrojenia swojej armii zmodyfikowany karabin Mausera. Ogólnie wyprodukowano w Norwegii ponad 200 000 karabinów. Karabiny i karabinki Krag-Jørgensen w różnych wersjach wyparły karabiny i karabinki innych typów, zwłaszcza Jarmann M1884, Krag-Petersson i Remington M1867 i czarnoprochowe karabiny i karabinki typu kammerlader.

### Wersje norweskich karabinów Krag-Jørgensen

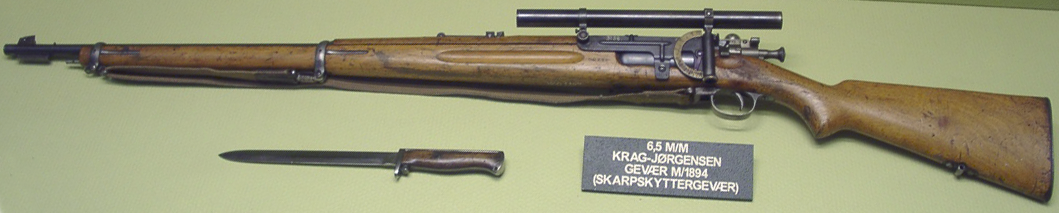
M1894 z celownikiem optycznym.

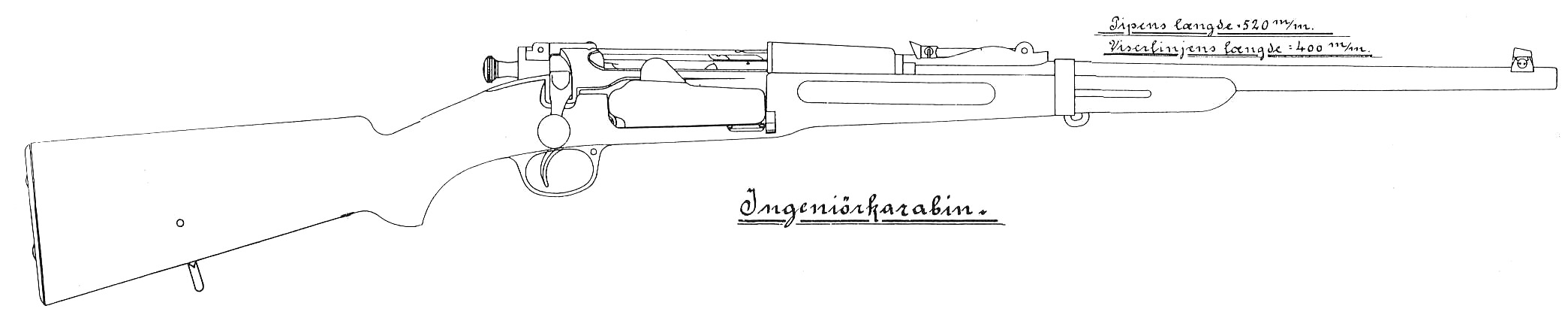
M1897

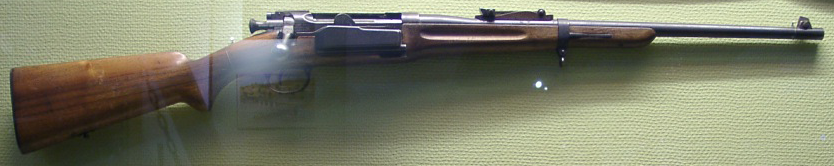
M1906

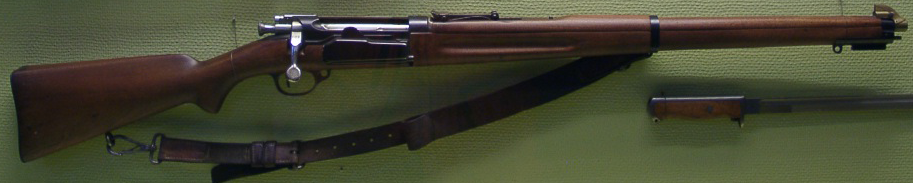
Niezmodyfikowany M1912

Karbiny Krag-Jørgensen były produkowane w Norwegii przez bardzo długi czas i w wielu odmianach. Główne typy wojskowe to:
- Karabin M1894[3][4][5][6] – „Długi Krag”, najpopularniejsza wersja w Norwegii. Do zakończenia produkcji w 1922 wyprodukowano 122 817 egzemplarzy w fabryce w Kongsbergu, a 30 000 zakupiono w fabryce Steyr w Austrii. W 1910 wyselekcjonowano 1000 karabinów i wyposażono je w celowniki optyczne zamocowane na specjalnym uchwycie. Po 5 karabinów przydzielono do każdej kompanii w celu likwidacji oficerów nieprzyjaciela i innych ważnych celów. Ze względu na słabe parametry karabinu jako wyborowego, zrezygnowano z jego produkcji.
- Karabinek kawaleryjski M1895, Karabinek artylerii górskiej M1897 i Karabinek saperski M1897 – różnił się tylko sposobem zamocowania pasa nośnego do łoża. W latach 1898–1906 wyprodukowano tylko jedną serię 9309 egzemplarzy[7].
- Karabinek saperski M1904 i Karabinek artylerii polowej M1907 – różnił się długością łoża sięgającą wylotu lufy. Różnice między tymi dwoma modelami były w sposobie mocowania pasa nośnego. W latach 1905–1908 wyprodukowano 3500 egzemplarzy w jednej serii[7].
- Guttekarabin M1906 (karabin dla chłopców) – uproszczony M1895 z krótszym łożem. Używany w szkołach do treningu strzeleckiego chłopców w wieku 14–17 lat. Zasilany specjalną amunicją szkolną o krótszym zasięgu. Wyprodukowano 3321 egzemplarzy, z których 315 przystosowano później do strzelania amunicją .22 Long Rifle. Strzelectwo było w programie nauczania młodzieży norweskiej do wybuchu II wojny światowej[8].
- Karabinek M1912 / Karabinek M1912/16 / Karabinek M1912/18 – „krótki karabin” zmodyfikowany po eksperymentach z krótszymi i grubszymi lufami, oraz innymi typami pocisków. Wszystkie karabiny tego typu miały łoże sięgające aż do wylotu lufy i posiadały mocowanie do bagnetu przeniesione z lufy na łoże. W latach 1913–1926 wyprodukowano 30 118 egzemplarzy tej broni[9].
- Karabin wyborowy M1923 – pierwsza próba wprowadzenia do produkcji karabinu wyborowego, który jednak nie sprawdził się w walce. Wyprodukowano 630 egzemplarzy w latach 1923-1926, z czego połowa trafiła na rynek cywilny jako broń myśliwska i sportowa[10].
- Karabin wyborowy M1925 – ulepszona wersja M1923 na rynek cywilny. Od 1925 do niemieckiego ataku na Norwegię 9 kwietnia 1940 wyprodukowano 1900 egzemplarzy, kolejne 250 dla Niemców podczas wojny, a ostatnie 124 złożono z pozostałych części w 1950[11].
- Karabin wyborowy M1930 – inna modyfikacja karabinów M1923 i M1925 wyposażona w cięższą lufę i inne łoże, przyrządy celownicze i regulowany spust. Bardzo udana broń, ale od 1930 do 1939 wyprodukowano niewielką liczbę egzemplarzy[12].

Większość wersji była produkowana także na rynek cywilny. Po II wojnie światowej wyprodukowano niewielką liczbę karabinów Krag-Jørgensen tylko na rynek cywilny.

## Produkcja dla Niemiec podczas II wojny światowej
Podczas okupacji Norwegii przez wojska hitlerowskie (od 9 kwietnia 1940 do 8 maja 1945), Våpenfabrikk w Kongsbergu była zobligowana do produkcji broni dla okupanta. Zamówiono dużą partię karabinów Krag-Jørgensen, pistoletów Colt M1914 (licencyjnie produkowanego Colta M1911 i armaty przeciwlotnicze kalibru 40 mm. Ze względu na działania sabotażowe pracowników fabryki, z 13 450 zamówionych karabinów dostarczono tylko od 3350 do 3800 egzemplarzy.
Na początku produkowano standardowy model M1894, później przebudowano karabin, nadając mu wygląd podobny do niemieckiego Mausera Kar98k. Eksperymentowano też z niemiecką amunicją 7,92 mm Mauser.
Trudno znaleźć informacje na temat opinii Wehrmachtu o karabinach Krag-Jørgensen, przypuszczalnie dlatego, że używano ich w jednostkach na tyłach, gdyż w jednostkach frontowych przydatniejsze były karabiny o ujednoliconym kalibrze amunicji. Broń ta znalazła się także w uzbrojeniu Hird – zbrojnego skrzydła Nasjonal Samling (NS, Jedność Narodowa), narodowo-socjalistycznej partii i marionetkowego rządu Vidkuna Quislinga. Eksperymenty z niemiecką amunicją kalibru 7,92 mm mogą jednak świadczyć, że Niemcy zamierzali szerzej wykorzystać karabiny Krag-Jørgensen.

## Produkcja powojenna
Po wojnie mała liczba karabinów Krag-Jørgensen została złożona z pozostałych części i sprzedana na rynek cywilny. Ze względu na brak planów przezbrojenia armii norweskiej w nową broń, postanowiono dostosować istniejące karabiny Krag-Jørgensen do strzelania nowocześniejszą i mocniejszą amunicją .30-06 i 7,62 mm NATO. Oceniono jednak że koszt konwersji starych karabinów do nowej amunicji byłby porównywalny z kosztem produkcji nowocześniejszego karabinu. Ostatnim produkowanym w latach 50. XX wieku modelem karabinu Krag-Jørgensen był karabin na renifery m/1950. Sprzedano 470 egzemplarzy.

## Specjalne karabiny i karabinki Krag-Jørgensen oraz osobliwości
Karabin Krag-Jørgensen był produkowany w Norwegii przez prawie 60 lat. W tym czasie powstało wiele odmian specjalnych i prototypów. Niektóre z nich powstały w poszukiwaniu prostszych sposobów produkcji albo na specjalne życzenia, ale przeważnie w celu zwiększenia siły ognia broni.

### Karabiny modelowe
Karabiny modelowe produkowano jako wzorce po zaaprobowaniu danego typu do produkcji i jako wzór do produkcji. Modelowe karabiny i karabinki były specjalnie wytwarzanymi egzemplarzami ukazującymi jak powinien wyglądać produkt finalny. Były numerowane i składowane oddzielnie i wykonywano po kilkanaście sztuk takich karabinów.

### Karabin harpun
Niewielką liczbę karabinów Krag-Jørgensen przerobiono na harpuny, analogicznie jak to robiono wcześniej z karabinami Jarmann M1884. Przerobienie karabinów Jarmanna było jednak tańsze, dlatego zrezygnowano z tej wersji. Nie wiadomo ile egzemplarzy broni przerobiono.

### Karabin Krag-Jørgensen zmodyfikowany do zasilania taśmowego
W fabrycznym muzeum uzbrojenia w Kongsbergu prezentowany jest interesujący prototyp karabinu M1894 zmodyfikowanego do zasilania z taśmy amunicyjnej. Chociaż nie zachowała się żadna dokumentacja, wiadomo, że było to wczesne stadium projektu karabinu używającego tej samej taśmy amunicyjnej co ciężki karabin maszynowy Hotchkiss używany w armii norweskiej w tym samym czasie. Ruch zamka powodował przesuwanie taśmy i ładowanie nowego naboju do komory. Choć rozwiązanie to było niepraktyczne w polu walki, mogło znaleźć zastosowanie na stanowiskach strzeleckich w fortyfikacjach.

### „Szybkoładowacz” porucznika Tobiensena
W 1923 pracujący w fabryce broni w Kongsbergu porucznik Tobiesen zaprojektował szybkoładowacz do karabinów powtarzalnych. Była to kolejna próba zwiększenia siły ognia karabinu Krag-Jørgensen, tak samo jak próba konwersji do zasilania z taśmy. Modyfikacja ta polegała na zmianie pokrywy magazynka w taki sposób, aby umożliwiała dołączenie magazynka z lekkiego karabinu maszynowego Madsen 1902. Na pokrywie był zamontowany przełącznik umożliwiający strzelcowi wybranie 5-strzałowego magazynka wewnętrznego lub 25-strzałowego dołączonego.
Choć rozwiązanie to było dość obiecujące, wyprodukowano i przetestowano tylko 8 prototypów. Podczas testów ujawniono dwie wady dyskwalifikujące to rozwiązanie z użycia w warunkach bojowych. Broń z magazynkiem była nieporęczna, a poza tym jego ciężar powodował przechylanie się broni na bok.
W 1926 grupa myśliwych polujących na foki zwróciła się do fabryki w Kongsbergu w sprawie magazynków do polowań z małych łodzi, jednak koszty produkcji były tak duże, że transakcja nie doszła do skutku.

### Zmodyfikowany karabin samopowtarzalny Krag-Jørgensen
Po wprowadzeniu na uzbrojenie armii norweskiej karabinu maszynowego Hotchkiss spróbowano przerobić karabin Krag-Jørgensen na samopowtarzalny, w założeniu pozwalający na uzyskanie większej siły ognia wyposażonej w niego piechoty. Większość konstruktorów podejmujących to wyzwanie nie posiadała odpowiedniej wiedzy na temat broni, dlatego tylko dwóch konstruktorów uporało się z projektem, a jeden prototyp zbudowano.

#### Karabin automatyczny Sunngaarda
W 1915 sierżant Sunngaard zaproponował przerobienie karabinu Krag-Jørgensen na samopowtarzalny. Projekt ten okazał się jednak całkowicie bezwartościowy, ponieważ osiągnięcie odpowiednich ciśnień koniecznych do przeładowania było nieosiągalne bez gruntownego przekonstruowania karabinu bazowego. Projekt pozostał na papierze, nie zbudowano żadnego prototypu.

#### Urządzenie samoładujące SNABB 38
W 1938 pojawiło się interesujące szwedzkie rozwiązanie. SNABB umożliwiał konwersję każdego karabinu powtarzalnego na samopowtarzalny, pozwalając zaoszczędzić pieniądze przeznaczone na konstrukcję nowej broni samopowtarzalnej od podstaw. Urządzenie to wykorzystywało energię gazów prochowych do przeładowania, jednak jego konstrukcja okazała się zbyt skomplikowana. Konieczny był osobny chwyt pistoletowy a sam karabin bazowy wymagał gruntownych modyfikacji.
Pod koniec 1938 zbudowano prototyp i testowano go przez kilka miesięcy z umiarkowanym sukcesem, jednak koszty badań trzykrotnie przekraczające założone spowodowały przerwanie dalszych badań ze względu na brak pieniędzy.

## Amunicja
Karabiny Krag-Jørgensen były produkowane dla różnych typów amunicji. Poza różnymi kalibrami broni cywilnej, produkowano go także do zasilania różnymi nabojami wojskowymi:
- Duński 8 x 58R – kalibru 7,87 mm z wystającą kryzą. Pierwsze pociski miały masę 15,3 g i zaokrąglony czubek (tępołukowe), o prędkości wylotowej około 580 m/s, a późniejsze lżejsze ostrołukowe o masie 12,8 g i prędkości wylotowej 823 m/s.
- US 30-40 – kalibru 7,62 mm z wystającą kryzą o prędkości wylotowej 609,6 m/s w karabinie i 597,4 m/s w karabinku.
- Norweski 6,5 x 55 – znany też jako 6,5 × 55 Scan, kalibru 6,5 mm nabój bez kryzy. Wczesne wersje o masie pocisku 10,1 g tępołukowe (nabój B) osiągały prędkość wylotową około 700 m/s, a późniejsze 9-gramowe ostrołukowe (nabój D) do 870 m/s.

## Dane taktyczno-techniczne
| Państwo  | Model                     | Nabój            | Długość broni (mm) | Długość lufy (mm) | Masa broni (kg) | Prędkość początkowa (m/s) |
| Dania    | Karabin 1889              | 8 × 58 mm R      | 1328               | 832               | 4,275           | ??                        |
| Dania    | Karabinek 1889            | 8 × 58 mm R      | 1100               | 610               | 3,96            | ??                        |
| Dania    | Karabin wyborowy 1928     | 8 × 58 mm R      | 1168               | 675               | 5,26            | ??                        |
| USA      | Karabin M1892             | .30-40 Krag      | 1244               | 762               | 4,22            | 610                       |
| USA      | Karabinek M1892           | .30-40 Krag      | 1045               | 558               | 3,73            | 597                       |
| USA      | Karabin M1896             | .30-40 Krag      | 1245               | 762               | 4,02            | 610                       |
| USA      | Karabin kadetów M1896     | .30-40 Krag      | 1244               | 762               | 4,05            | 610                       |
| USA      | Karabinek M1896           | .30-40 Krag      | 1046               | 559               | 3,49            | 597                       |
| USA      | Karabin M1898             | .30-40 Krag      | 1247               | 762               | 4,05            | 610                       |
| USA      | Karabinek M1898           | .30-40 Krag      | 1046               | 559               | 3,51            | 597                       |
| USA      | Karabinek M1899           | .30-40 Krag      | 1046               | 559               | 3,54            | 597                       |
| USA      | Karabinek policyjny M1899 | .30-40 Krag      | 1046               | 559               | 3,61            | 597                       |
| Norwegia | Karabin M1894             | 6,5 × 55 mm Scan | 1267               | 760               | 4,22            | ??                        |
| Norwegia | Karabinki M1895 & M1897   | 6,5 × 55 mm Scan | 1016               | 520               | 3,37            | ??                        |
| Norwegia | Karabinki M1904 & M190    | 6,5 × 55 mm Scan | 1016               | 520               | 3,78            | ??                        |
| Norwegia | Guttekarabin M1906        | 6,5 × 55 mm Scan | 968                | 520               | 3,37            | ??                        |
| Norwegia | M1912 „krótki karabin”    | 6,5 × 55 mm Scan | 1107               | 610               | 3,96            | ??                        |
| Norwegia | Karabin wyborowy M1923    | 6,5 × 55 mm Scan | 1117               | 610               | 4,05            | ??                        |
| Norwegia | Karabin wyborowy M1925    | 6,5 × 55 mm Scan | 1117               | 610               | 4,45            | ??                        |
| Norwegia | Karabin wyborowy M1930    | 6,5 × 55 mm Scan | 1220               | 750               | 5,16            | ??                        |